# Conde de Mornington
O título Conde de Mornington foi criado no Pariato da Irlanda em 1760 para Garret Wellesley. Com a morte do quinto conde, o título passou para o ducado de Wellington, onde tem permanecido até hoje. Os títulos associados com este pariato são: visconde Wellesley (1760) e barão Mornington (1746), ambos no Pariato da Irlanda.
O segundo conde, Richard Wellesley, foi titulado barão Wellesley no Pariato da Grã-Bretanha em 1797 e marquês Wellesley no Pariato da Irlanda em 1799; mas estes dois títulos foram extintos com sua morte. Em 1821, o terceiro conde foi titulado barão Maryborough no Pariato da Irlanda, mas tal título também foi extinto com a morte de seu neto, o quinto conde.

## Barões de Mornington (1746)
- Richard Wesley, 1.º Barão de Mornington (1690-1758)
- Garret Wesley, 2° barão Mornington (1735-1784), titulado depois conde de Mornington.

## Condes de Mornington e Viscondes Wellesley (1760)
- Richard Wesley, 1.º Barão de Mornington (1690–1758)
  -  Garret Wesley, 1.º Conde de Mornington (1735–1781)
    -  Richard Wellesley, 2.º Conde de Mornington (1760–1842)
    -  William Wellesley-Pole, 3.º Conde de Mornington (1763–1845)
      -  William Pole-Tylney-Long-Wellesley, 4.º Conde de Mornington (1788–1857)
        -  William Richard Arthur Pole-Tylney-Long-Wellesley, 5.º Conde de Mornington (1813–1863)
        - The Hon. James Pole-Tylney-Long-Wellesley (1815–1851)

    -  Arthur Wellesley, 1.º Duque de Wellington, (1769–1852)
      -  Arthur Wellesley, 2.º Duque de Wellington, 6.º Conde de Morningtonn (1807–1884)
      - Charles Wellesley (1808-1858)
        -  Henry Wellesley, 3.º Duque de Wellington, 7.º Conde de Morningtonn (1846–1900)
        -  Arthur Wellesley, 4.º Duque de Wellington, 8.º Conde de Morningtonn (1849–1934)
          -  Arthur Wellesley, 5.º Duque de Wellington, 9.º Conde de Morningtonn (1885–1972)
          -  Henry Wellesley, 6.º Duque de Wellington, 11.º Conde de Morningtonn (1885–1972)
          -  Gerald Wellesley, 7.º Duque de Wellington, 10.º Conde de Morningtonn (1885–1972)
            -  Arthur Wellesley, 8.º Duque de Wellington, 12.º Conde de Morningtonn (1915–2014)
              -  Charles Wellesley, 9.º Duque de Wellington, 13.º Conde de Morningtonn (Predefinição:Born in)
                - (1) Arthur Wellesley, Conde de Morningtonn (n. 1978)
                  - (2) Arthur Wellesley, Viscondet Wellesley (n. 2010)
                  - (3) Hon. Alfred Wellesley (n. 2014)

                - (4) Lord Frederick Wellesley (n. 1992)

              - (5) Lord Richard Wellesley (n. 1949)
              - (6) Lord John Wellesley (n. 1954)
                - (7) Gerald Wellesley (n. 1981)

              - (8) Lord James Wellesley (n. 1956)[1]
                - (9) Oliver Wellesley (n. 2005)

          - Lord George Wellesley (1889–1967)
            - Richard Wellesley (1920–1984)
              - John Wellesley (1962–2009)
                - (10) Thomas Wellesley (n. 2000)

    - Gerald Wellesley (1770–1848)
      - Arthur Richard Wellesley (1804–1830)
      - William Wellesley (1813–1888)
        - Arthur Wellesley (1850–1893)
          - Garret Wellesley (1880–1915)

        - Gerald Wellesley (1852–1914)
          - Cyril Wellesley (1879–1915)
          - Frederick Wellesley (1880–1955)
            - Frederic Wellesley (1908–1978)

        - Edmond Wellesley (1858–1886)
          - Gerald Wellesley (1885–1933)
            - Edmund Wellesley (1919–1944)
            - Philip Wellesley (1921–1992)

          - Edmond Wellesley (1886–1916)

        - Herbert Wellesley (1867–1905)
          - Ronald Wellesley (1894–1914)
          - Eric Wellesley (1896–1915)

      - George Wellesley (1814–1901)

    -  Henry Wellesley, 1.º Barão de Cowley (1773–1847)
      -  Henry Wellesley, 1.º Conde de Cowley (1804–1884)
        -  William Wellesley, 2.º Conde de Cowley (1834–1895)
          -  Henry Wellesley, 3.º Conde de Cowley (1866–1919)
            -  Christian Wellesley, 4.º Conde de Cowley (1890–1962)
              -  Denis Wellesley, 5.º Conde de Cowley (1921–1968)
                -  Richard Wellesley, 6.º Conde de Cowley (1946-1975)

              -  Garret Wellesley, 7.º Conde de Cowley (1934–2016)
                -  Graham Wellesley, 8.º Conde de Cowley (b. 1965)
                  - (11) Henry Wellesley, Viscount Dangan (b. 1991)
                  - (12) The Hon. Bertram Wellesley (b. 1999)

              - (13) The Hon. Brian Wellesley (b. 1938)

            - The Hon. Henry Wellesley (1907–1981)
              - (14) Henry Wellesley (b. 1970)
                - (15) Jay Wellesley (b. 2001)

              - (16) Richard Wellesley (b. 1972)

      - The Hon. William Wellesley (1806–1875)
        - Gerald Wellesley (1846–1915)
          - Gerald Wellesley (1885–1961)
            - Julian Wellesley (1933–1996)
              - (16) William Wellesley (b. 1966)

            - (17) Julian Wellesley (b. 1997)
            - (18) George Wellesley (b. 2007)

      - The Hon. Gerald Valerian Wellesley (1809–1882)
        - Albert Wellesley (?–?)

## Barão Wellesley (1797) e Marquês Wellesley (1799)
- Richard Wellesley, 1.º Marquês Wellesley (1760-1842) (extinto)

## Barões Maryborough (1821)
- William Wellesley-Pole, 1° barão de Maryborough (1763-1845), sucedeu como 3° conde de Mornington em 1842.
- William Pole-Tylney-Long-Wellesley, 4° conde de Mornington, 2° barão Maryborough (1788-1857)
- William Richard Arthur Pole-Tylney-Long-Wellesley, 5° conde de Mornington, 3° barão de Maryborough (1813-1863)